# Жале, Афифе
Афифе Жале (1902, Стамбул — 24 июля 1941) — турецкая театральная актриса, известная как первая мусульманская театральная актриса в Турции.

## Биография
Афифе Жале родилась в 1902 году в Стамбуле в семье Хидаета-бея и Метхие-ханым; кроме неё в семье были дочь Бехие-ханым и сын Салах-бей.

## Карьера
Училась Афифе в стамбульской промышленной школе для девочек, однако мечтала стать актрисой. В то время в Османской империи, турецкие женщины мусульманского вероисповедания не могли играть на сцене, только по Указу Министерства внутренних дел. Актрисами могли быть только немусульманские женщины греческого, армянского или еврейского происхождения.
Отец Афифе был против театральной карьеры дочери, потому что считал её неперспективной. Ослушавшись отца, Афифе сбежала из родительского дома и устроилась работать стажером во вновь созданной консерватории Дарюльбедаи (тур. Darülbedayi). В консерватории в то время открылись курсы для обучения мусульманских женщин профессии актрисы. Имелось в виду, что они будут играть только для женской аудитории.
Получив театральное образование, Афифе в 1920 году дебютировала на сцене в роли «Эмель» в театральном спектакле Yamalar Хюсейна Суата. В это время армянская актриса Элиза Бинемеджиян уехала за границу и роль «Эмель» была вакантной. Выступая на сцене Афифе взяла себе сценическое имя Жале. Этим именем её и называли с тех пор. Выступая в «Театре Аполлон» в Кадыкёе, Афифае Жале стала первой в истории мусульманской турецкой актрисой в стране. Руководство театра было предупреждено об ограничениях для женщин-мусульман, что привело к её увольнению в 1921 году. Потом она играла роли на некоторых других театральных сценах под разными именами.
Потеряв работу, Жале оказалась в трудном финансовом положении, пришли болезни с острой головной болью. Жале пристрастилась к морфину после того, как её доктор прописывал ей лекарства на его основе.
В 1923 году Ататюрк, основатель провозглашенной Турецкой Республики, поднял вопрос о запретах для мусульманских женщин. Отмена запретов вернули Афифе в театр. Однако её пристрастия к наркотикам не прошли даром и ухудшили её состояние, что в конечном итоге вновь привело к её уходу со сцены.

## Семейная жизнь
Оставив сцену, Афифе Жале совсем обнищала. В 1928 году она познакомилась с музыкантом Селахаттином Пынаром (1902—1960). Они поженились в 1929 году и переехали жить в квартиру в Фатих — район Стамбула. Однако в браке их жизнь не заладилась и в 1935 году супруги развелись. На развод повлияло и пристрастие Афифе к наркотикам.
После развода Жале попала в психиатрическую больницу Бакыркёй для лечения от наркотической зависимости. Там она провела свои последние годы. Скончалась Афифе Жале 24 июля 1941 года.

## Наследие
В 1987 году журналистка Незихе Араз (1922—2009) написала театральную пьесу под названием «Афифе Жале», которая была сыграна на сцене. По мотивам пьесы был снят фильм.
Трагическая судьба Афифе Жале была также показана в фильмах 1987 года «Афифе Жале» режиссёра Шахина Кайгуна и в фильме Килит 2008 года режиссёра Джейды Аслы Кылычкыран. В двух этих фильмах роль Афифе сыграла актриса Мюжде Ар.

## Память
В 1998 году компанией «Modern Dance Company» в Турецком государственном театре оперы и балета был поставлен балет «Афифе», посвященный жизни актрисы. Балет был поставлен также в 2012 году в оперном театре Süreyya Opera House в Кадыкёе.
В 2000 году певица Сельва Эрденер выпустила сольный музыкальный альбом Афифе в сопровождении большого симфонического оркестра Московского Радио.
В 2004 году в Турции был показан документальный фильм «Yüzyılın aşkları: Afife ve Selahattin» о жизни актрисы.
Культурный центр «Afife Jale Sahnesi» района Бешикташ города Стамбула назван в её честь.
В 1997 году страховая компания Yapı Kredi Sigorta учредила премию Afife Jale Theatre Award в честь актрисы. Премия присуждается ежегодно театральным актёрам.